# Buzzcocks
Buzzcocks (рус. Базкокс) — британская группа, образовавшаяся в 1976 году в Манчестере, Англия, и одной из первых начавшая исполнять поп-панк — мелодичную и неагрессивную разновидность панк-рока. Творческое наследие Buzzcocks, лишённое агрессивности Sex Pistols или политизированности The Clash, оказало, тем не менее, революционное влияние на развитие поп- и рок-музыки, став (согласно Allmusic) отправной точкой для развития целого крыла американского панк-рока (от Hüsker Dü до Nirvana) и брит-попа (Supergrass, Elastica, Pulp).

## История группы
История Buzzcocks началась, когда Говард Траффорд, студент Болтонского технологического института (ныне Болтонский университет) дал в колледже объявление о том, что ищет музыканта, который разделял бы его музыкальные пристрастия (в пример приведя песню The Velvet Underground «Sister Ray»). Откликнулся на него Пит Макниш.
Пит взял себе псевдоним Шелли (согласно одному источнику — в честь поэта-классика Шелли, согласно другому — потому что именно так родители назвали бы его, если бы он родился девочкой). Говард фамилию Девото позаимствовал у знакомого водителя автобуса из Кембриджа. Первый предпочитал гитарный рок, второй — электронику. Группу назвали Buzzcocks — после того, как заметили фразу «Get a Buzz, Cock!» — своего рода мачо-лозунг — в рецензии на мюзикл «Follies».
Первоначальной идеей коллектива было — произвести в Манчестере такой же переворот, какой Sex Pistols произвели в Лондоне. Шелли и Девото даже удалось привезти последних в свой город, но сами они выступить тут не смогли: басист и ударник покинули состав. Вскоре в группу пришёл Стив Диггл (бас-гитара), с которым дуэт познакомился на все том же лондонском концерте Sex Pistols. Барабанщика Джона Мэйхера Buzzcocks нашли по объявлению в Melody Maker.
Через несколько месяцев, в июле 1976 года, Buzzcocks дали свой первый концерт на разогреве у Sex Pistols в клубе «Лессер Фри Трэйд Холл»; ещё через три месяца они присоединились к ним же в составе Anarchy Tour. После его окончания Шелли занял у отца двести фунтов и на эти деньги группа записала дебютный мини-альбом Spiral Scratch, выпустив его тиражом в 1000 экземпляров на собственном лейбле New Hormones Records: это (согласно Trouser Press) был первый панк-релиз, сделанный по принципу do-it-yourself.
Вскоре Девото покинул Buzzcocks и сформировал Magazine; к Шелли перешли обязанности вокалиста, Стив Диггл переквалифицировался в гитариста, а басистом стал Гарт Смит. В сентябре 1977 года Buzzcocks подписали большой контракт с компанией United Artists, которая предоставила им полную свободу творчества и уже месяц спустя выпустила синглом песню «Orgasm Addict». BBC сочла текст песни слишком откровенным и запретила сингл, но он тут же создал группе скандальную репутацию.
После ухода Смита (его заменил Стив Гарви) вышел второй сингл «What Do I Get?», добравшийся уже до четвёртого десятка британского хит-парада. Настоящее же признание пришло к группе с выходом дебютного альбома Another Music in a Different Kitchen (март 1978 года), который поднялся до #15 в UK Albums Chart. Группа здесь оптимально соединила поп-минимализм («Boredom», «You Tear Me Up», «I Don’t Mind») с развёрнутыми поп-сюитами («Moving Away From the Pulsebeat»), демонстрировавшиим влияние краут-рока (известно, что Микаэль Кароли, гитарист Can, был одним из кумиров Шелли).
Во втором альбоме Love Bites, записанном продюсером Мартином Рашентом, влияния Девото не слышно: это авторская работа Шелли, ставшего полноправным лидером группы (в качестве единственного исключения отмечалась песня «Love is Lies», спетая Дигглом). Заключительная инструментальная вещь «Late for the Train» (первоначально записанная для программы Джона Пила) — бенефис Мейера.
Сверхнапряжённый график студийной и концертной работы стал сказываться на психологическом состоянии Buzzcocks. В третьем альбоме A Different Kind of Tension критики отметили признаки творческой усталости и необязательность некоторых экспериментов (например, гитары Диггла и Шелли разграничены поканально, в текстах слова продублированы антонимами или синонимами, звучащими в разных каналах синхронно и т. д.).
После выхода альбома группа вылетела в США, где провела турне в связке с The Cramps (товарищами по лейблу IRS Records); росту популярности Buzzocks за океаном это никак не способствовало. В 1980 году компания United Artists была перекуплена EMI, которая лишила группу поддержки и предложила прекратить уже начавшуюся работу над четвёртым альбомом. В 1981 году Buzzcocks распались. Шелли выпустил хит-сингл «Homosapien», но это был первый и последний успех его сольной карьеры. Диггл и Мейер образовали группу Flag of Convenience. Стив Гарви переехал в Нью-Йорк, где некоторое время играл с Motivation.
В 1989 году Buzzcocks возродились и провели американские гастроли; в какой-то момент в составе играл Майк Джойс, ударник The Smiths. Начиная с 1990 года, в группе играют Шелли, Диггл, басист Тони Барбер и ударник Фил Бэйкер: именно этот состав выпустил альбомы Trade Test Transmissions (1993), All Set (1996), Modern (1999), Buzzcocks (2003) и Flat-Pack Philosophy (2006).
Шелли и Девото в 2002 году записали альбом Buzzkunst, своего рода электронный вариант ретро-панк-рока. В 2005 году Шелли записал одну из самых знаменитых песен Buzzcocks, «Ever Fallen in Love (With Someone You Shouldn't've)», со «звёздной» группой, в составе которой выступили Роджер Долтри, Дэвид Гилмор, Питер Хук, Элтон Джон, Роберт Плант и другие. Пластинка вышла как трибьют Джону Пилу, все доходы от её продажи были направлены в фонды организации «Amnesty International».
7 декабря 2018 года от сердечной недостаточности скончался вокалист группы Пит Шелли.

## Дополнительные факты

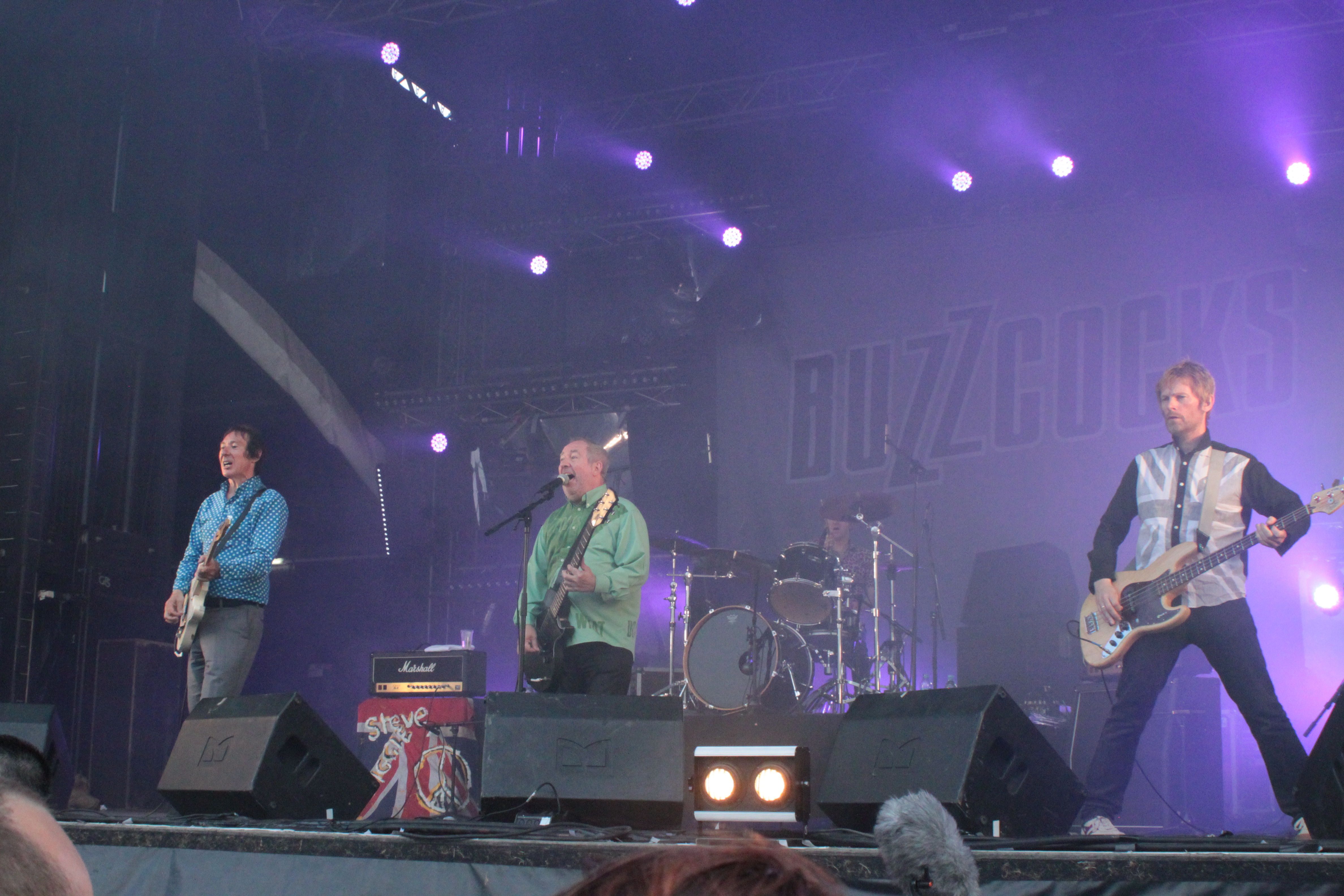
Слева направо: Диггл, Стив, Шелли, Пит, Фаррант, Дэнни и Крис Реммингтон, выступление на Hellfest.

- Джон Мэйхер[англ.] владеет автомобильным цехом John Maher Racing на Гаррисе в Шотландии. Он сам собрал несколько автомобилей Volkswagen Beetle и сам не раз принимал участие в гонках.
- Шелли и Диггл дали разрешение BBC на съёмки юмористической передачи под названием Never Mind The Buzzcocks при условии, что это будет разовый проект, и сейчас очень расстроены тем обстоятельством, что название их группы у телезрителей нового поколения ассоциируется с телевидением, а не с панк-роком.
- Профессиональный рестлер Алекс Шелли, большой поклонник The Buzzcocks, заимствовал свой псевдоним у Пита Шелли[12].

## Дискография
Основная статья: Дискография Buzzcocks

### Студийные альбомы
- Another Music in a Different Kitchen (1978)
- Love Bites[англ.] (1978)
- A Different Kind of Tension[англ.] (1979)
- Trade Test Transmissions[англ.] (1993)
- All Set[англ.] (1996)
- Modern[англ.] (1999)
- Buzzcocks[англ.] (2003)
- Flat-Pack Philosophy[англ.] (2006)
- The Way[англ.] (2014)

### Альбомы с живых выступлений
- Entertaining Friends (1992, концерт в Hammersmith Odeon, март 1979)
- Live At The Roxy Club April ’77 (1993)

### Сборники
- Singles Going Steady (1979)
- Product (1989, тройной CD-сет)
- Operator’s Manual: Buzzcocks Best[англ.] (1991)
- I Don’t Mind The Buzzcocks (1999)
- Ever Fallen in Love? Buzzcocks Finest (2002)
- Inventory (2003)
- The Complete Singles Anthology (2004)

### Синглы
- «Spiral Scratch[англ.]» — 1976
- «Time’s Up EP» — 1976
- «Orgasm Addict[англ.]» — (1977)
- «What Do I Get?[англ.]» — (1978) #37 UK
- «I Don’t Mind[англ.]» — (1978) #55 UK
- «Love You More» — (1978) #34 UK
- «Ever Fallen in Love (With Someone You Shouldn't've)[англ.]» — (1978) #12 UK
- «Promises» — (1978) #20 UK
- «Everybody’s Happy Nowadays» — (1979) #29 UK
- «Harmony in My Head[англ.]» — (1979) #32 UK
- «Time’s Up EP» — (August 1979) #31 UK (Reissue)
- «You Say You Don’t Love Me» — 1979
- «I Believe» — 1980
- «Are Everything — Part 1» — 1980 #61 UK
- «Strange Thing — Part 2» — 1980
- «Running Free — Part 3» — 1980
- «Wish I Never Loved You» — 2006
- «Sell You Everything» — 2006
- «Reconciliation» — 2007